# Емельянов, Игнат Дмитриевич
Игнат Дмитриевич Емельянов (7 декабря 1915, Яблоново, Воронежская губерния — 12 марта 1940, Виипури) — старший лейтенант Рабоче-крестьянской Красной армии, участник советско-финской войны, Герой Советского Союза (1940).

## Биография
Родился 7 декабря 1915 года в селе Яблоново Воронежской губернии .
Учился в ремесленном училище и рабфаке, после чего работал слесарем в совхозе.
В 1933 году добровольно пошёл на службу в Рабоче-крестьянскую Красную Армию. Окончил Орловское танковое училище. Участвовал в советско-финской войне, будучи командиром роты 15-го танкового батальона 13-й лёгкой танковой бригады 7-й армии Северо-Западного фронта.
16 февраля 1940 года, когда танк Емельянова был подбит, прямо на поле боя отремонтировал его и продолжил вести огонь. 23 февраля, пытаясь установить связь с окружённым советским батальоном, уничтожил два финских орудия.
12 марта 1940 года во время разведки боем у деревни Кумилампи погиб. Похоронен в братской могиле в посёлке Гаврилово Выборгского района Ленинградской области.

## Награды
- Указом Президиума Верховного Совета СССР от 21 марта 1940 года за «образцовое выполнение боевых заданий командования на фронте борьбы с финской белогвардейщиной и проявленные при этом доблесть и мужество» старший лейтенант Игнат Емельянов посмертно был удостоен высокого звания Героя Советского Союза[3].

## Память

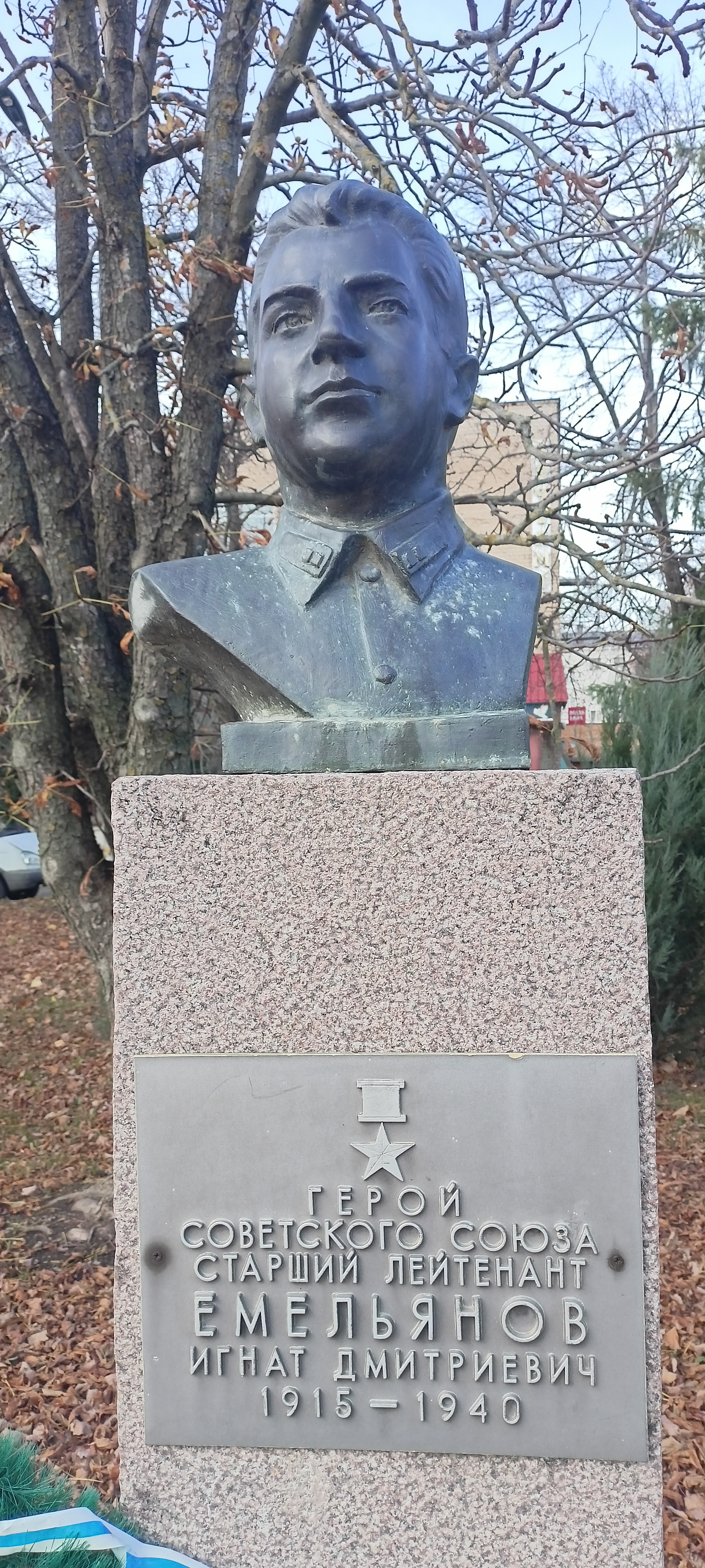

- В честь Емельянова названа улица в Санкт-Петербурге, установлен бюст в Валуйках[3].